# Sudan Airways
A Sudan Airways é uma companhia aérea do Sudão.

## Frota

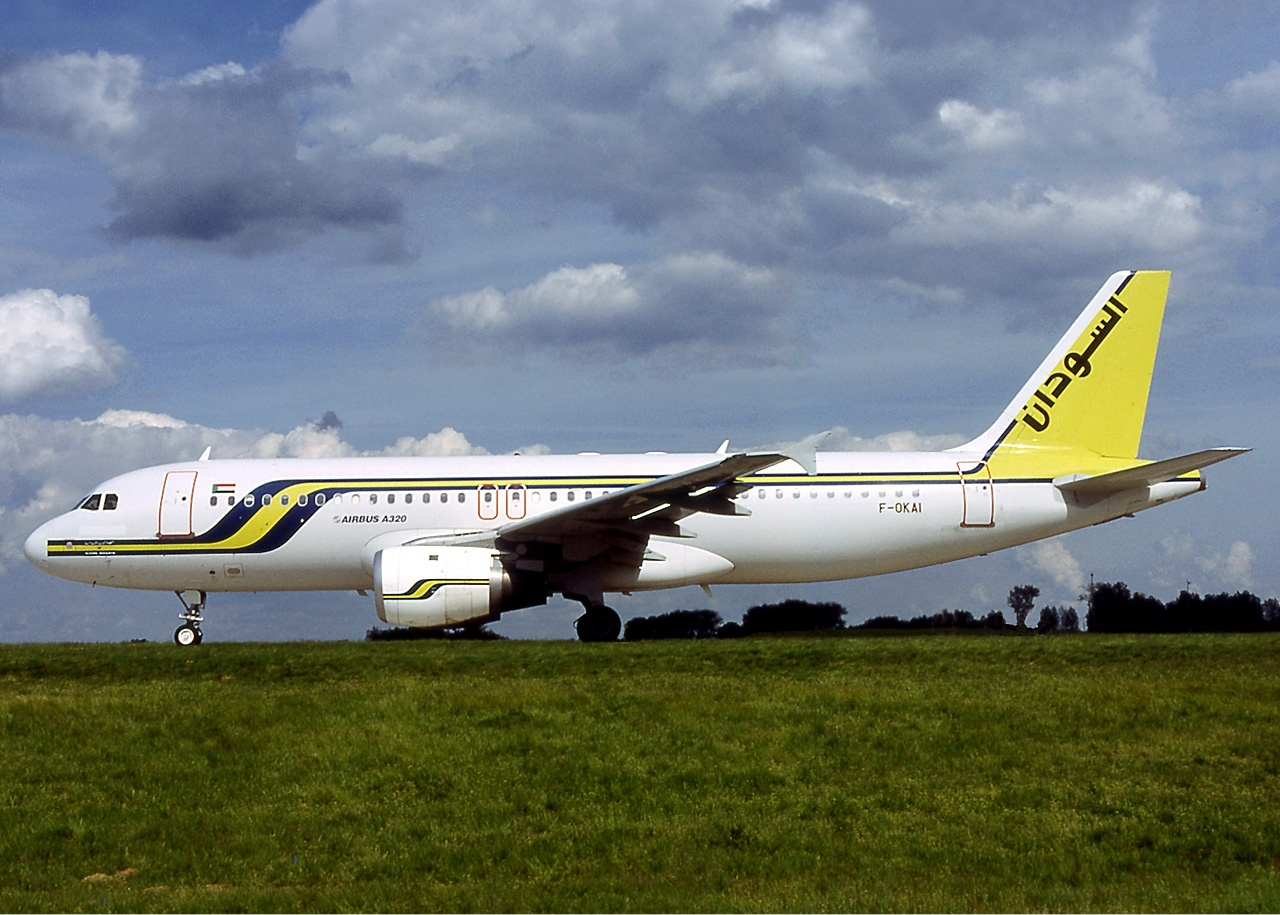
Airbus A320 da Sudan Airways.

Em Janeiro de 2024.
- 1 Airbus A320
- 1 Boieng 737-300